# Кім Ле Чун
Кім Ле Чун (псевдонім - Кім Рехо; 13 квітня 1928, Хамгьон-Південь — 22 січня 2017, Москва) - радянський і російський професор, письменник, перекладач, літературознавець і  сходознавець корейського походження. Був членом Спілки письменників Росії.

## Біографія
Зацікавився книгами під впливом старшого брата, який потім загинув на Корейській війні. У його честь Кім Ле Чун взяв псевдонім Рехо. У 1944-1945 кілька місяців провів у в'язниці за читання забороненої літератури. З 1946 року жив в Росії, куди був разом з іншими корейськими студентами спрямований для отримання освіти. У 1952 закінчив Ростовський університет, в 1955-1959 був аспірантом МГУ. У 1959 з політичних мотивів остаточно вирішив залишитися в СРСР. У пізні роки працював також в  Японії і  Південній Кореї. Праці переведені на кілька європейських і азійських мов. Був великим фахівцем з японської літератури, багато займався порівняльним літературознавством.

## Особисте життя
Був одружений, батько трьох синів.

## Нагороди
Нагороджений медалями «Ветеран праці» та «За довголітню сумлінну працю».

## Вибрані праці
- «Сучасний японський роман» (1977)
- «Лао-цзи і Толстой» (1993)